# Шиям

Шиям — река в России, протекает в Кирово-Чепецком районе Кировской области. Устье реки находится в 40 км по правому берегу реки Быстрица. Длина реки составляет 15 км.
Исток реки находится в 7 км к юго-востоку от микрорайона города Киров Лянгасово. Река течёт на запад, в верховьях на реке запруда. Впадает в Быстрицу двумя рукавами напротив посёлка Стрижи.

## Данные водного реестра
По данным государственного водного реестра России относится к Камскому бассейновому округу, водохозяйственный участок реки — Вятка от города Киров до города Котельнич, речной подбассейн реки — Вятка. Речной бассейн реки — Кама.
По данным геоинформационной системы водохозяйственного районирования территории РФ, подготовленной Федеральным агентством водных ресурсов:
- Код водного объекта в государственном водном реестре — 10010300312111100034839
- Код по гидрологической изученности (ГИ) — 111103483
- Код бассейна — 10.01.03.003
- Номер тома по ГИ — 11
- Выпуск по ГИ — 1